# توپ طلای ۲۰۱۶
توپ طلای ۲۰۱۶ (فرانسوی: Ballon d'Or 2016‎) جایزه‌ایست که در سال ۲۰۱۶ به بازیکنی که بهترین عملکرد در فوتبال را در سطح جهانی داشته باشد، اهدا می‌شود.

## فهرست
بر اساس منابع:
| رتبه | بازیکن                    | باشگاه(ها)                                              | امتیازات |
| ---- | ------------------------- | ------------------------------------------------------- | -------- |
| ۱    | کریستیانو رونالدو (POR)   | باشگاه فوتبال رئال مادرید                               | ۷۴۵      |
| ۲    | لیونل مسی (ARG)           | باشگاه فوتبال بارسلونا                                  | ۳۱۶      |
| ۳    | آنتوان گریزمان (FRA)      | باشگاه فوتبال اتلتیکو مادرید                            | ۱۹۸      |
| ۴    | لوییس سوارز (URU)         | باشگاه فوتبال بارسلونا                                  | ۹۱       |
| ۵    | نیمار (BRA)               | باشگاه فوتبال بارسلونا                                  | ۶۸       |
| ۶    | گرت بیل (WAL)             | باشگاه فوتبال رئال مادرید                               | ۶۰       |
| ۷    | ریاض محرز (ALG)           | باشگاه فوتبال لستر سیتی                                 | ۲۰       |
| ۸    | جیمی واردی (ENG)          | باشگاه فوتبال لستر سیتی                                 | ۱۱       |
| ۹    | جانلوئیجی بوفون (ITA)     | باشگاه فوتبال یوونتوس                                   | ۸        |
| ۹    | پپه (POR)                 | باشگاه فوتبال رئال مادرید                               | ۸        |
| ۱۱   | پیر امریک اوبامیانگ (GAB) | باشگاه فوتبال بروسیا دورتموند                           | ۷        |
| ۱۲   | روی پاتریسیو (POR)        | باشگاه فوتبال اسپورتینگ پرتغال                          | ۶        |
| ۱۳   | زلاتان ابراهیموویچ (SWE)  | باشگاه فوتبال پاری سن ژرمن باشگاه فوتبال منچستر یونایتد | ۵        |
| ۱۴   | پل پوگبا (FRA)            | باشگاه فوتبال یوونتوس باشگاه فوتبال منچستر یونایتد      | ۴        |
| ۱۴   | آرتورو ویدال (CHI)        | باشگاه فوتبال بایرن مونیخ                               | ۴        |
| ۱۶   | رابرت لواندوفسکی (POL)    | باشگاه فوتبال بایرن مونیخ                               | ۳        |
| ۱۷   | تونی کروس (GER)           | باشگاه فوتبال رئال مادرید                               | ۱        |
| ۱۷   | لوکا مودریچ (CRO)         | باشگاه فوتبال رئال مادرید                               | ۱        |
| ۱۷   | دیمیتری پایت (FRA)        | باشگاه فوتبال وستهام یونایتد                            | ۱        |
| ۲۰   | سرخیو آگوئرو (ARG)        | باشگاه فوتبال منچستر سیتی                               | ۰        |
| ۲۰   | کوین ده بروینه (BEL)      | باشگاه فوتبال منچستر سیتی                               | ۰        |
| ۲۰   | پائولو دیبالا (ARG)       | باشگاه فوتبال یوونتوس                                   | ۰        |
| ۲۰   | دیه‌گو گودین (URU)         | باشگاه فوتبال اتلتیکو مادرید                            | ۰        |
| ۲۰   | گونسالو ایگواین (ARG)     | باشگاه فوتبال ناپولی باشگاه فوتبال یوونتوس              | ۰        |
| ۲۰   | آندرس اینیستا (ESP)       | باشگاه فوتبال بارسلونا                                  | ۰        |
| ۲۰   | کوکه (ESP)                | باشگاه فوتبال اتلتیکو مادرید                            | ۰        |
| ۲۰   | هوگو لیوریس (FRA)         | باشگاه فوتبال تاتنهام هاتسپر                            | ۰        |
| ۲۰   | توماس مولر (GER)          | باشگاه فوتبال بایرن مونیخ                               | ۰        |
| ۲۰   | مانوئل نویر (GER)         | باشگاه فوتبال بایرن مونیخ                               | ۰        |
| ۲۰   | سرخیو راموس (ESP)         | باشگاه فوتبال رئال مادرید                               | ۰        |